# Adolfo Lizón
Adolfo Lizón Gadea (Orihuela (Alicante), 4 de julho de 1919 — Madrid, 18 de março de 2011) foi um escritor, poeta e jornalista espanhol que durante cerca de 30 anos viveu em Lisboa como correspondente da imprensa espanhola. Foi professor do Instituto Español e da Facultad de Ciencias de la Información da Universidad Complutense de Madrid. Também se dedicou à pintura, tendo realizado diversas exposições dos seus trabalhos.

## Biografia
Nasceu em Orihuela, Alicante, filho de um empreiteiro de construção civil. Depois de ter completado os estudos secundários no Colégio de Santo Domingo de Orihuela, uma escoal dirigida por jesuítas, obteve uma licenciatura em Letras na Universidade de Múrcia. Ainda estudante em Múrcia iniciou a sua carreira literária em 1936 ao ser premiado pelo seu ensaio crítico sobre as Cartas desde mi celda, na comemoração do centenário do nascimento de Gustavo Adolfo Bécquer. Doutorou-se em Filosofia e Letras pela Universidade de Madrid.
Desde muito cedo demonstrou erudição, capacidade analítica e sensibilidade, características que estão presentes no conjunto da sua obra, com destaque para a vertente da poesia, género em que ocupam lugar relevante as obras Diapasón de la muerte, de 1941, e Disco Rojo, de 1960.
Em 1944 publicou o livro de crónicas Gente de letras e nesse mesmo ano fixou-se em Lisboa como correspondente da imprensa espanhola na capital portuguesa.  Como jornalista pertenceu à Asociación de la Prensa de Madrid e colaborou, entre outros, no Diario de Barcelona e na revista Idealidad (de Alicante).
Entre as suas obras mais conhecidas  contam-se Cuentos de la mala uva, uma crítica mordaz do ambiente literario da época, aGabriel Miró y los de su tiempo, publicado eem 1944, e as novelas Saulo, el leproso e Historia de una sonrisa.
Ligado ao grupo de intelecutais de Orihuela através de Gabriel Sijé, Manuel Molina e Vicente Ramos, manteve colaboração com o círculo de amigos de Miguel Hernández.
Após quase três décadas em Portugal, em 1972  mudou-se para Espanha fixando-se em Madrid, onde foi professor do Instituto Español e da Facultad de Ciencias de la Información da Universidad Complutense de Madrid, cargo que manteve durante mais de 20 anos.
Foi correspondente da Prensa del Movimiento em Lisboa, cidade onde expôs as suas pinturas. Em Portugal foi condecorado com o grau de comendador da Ordem do Infante D. Henrique.

## Obras
Entre as suas obras contam-se:
- Ensayo crítico sobre las “Cartas desde mi celda”, Murcia, Universidad, 1936;
- Brigadas Internacionales en España, Madrid, Editora Nacional, 1940;
- Diapasón de la Muerte, Madrid, Imprenta F. Izquierdo, 1941;
- Gente de letras: Cuentos de la mala uva, Madrid, Imprenta Galo Sáez, 1944;
- Gabriel Miró y los de su tiempo, Madrid, Imprenta Viuda de Galo Sáez, 1944;
- Saulo el leproso, Madrid, Afrodisio Aguado, 1947;
- Historia de una sonrisa: novela, Madrid, Afrodisio Aguado, 1950;
- Isla de Madeira, orquídea del Atlántico, Lisboa, 1959;
- Disco rojo: poesías, ils. de Pancho Cossío, Madrid, Aleto, 1960.